# Lepidozetes singularis
Lepidozetes singularis är en kvalsterart som beskrevs av Berlese 1910. Lepidozetes singularis ingår i släktet Lepidozetes och familjen Tegoribatidae. Inga underarter finns listade i Catalogue of Life.